# Barrio Cuaunepantla
Barrio Cuaunepantla är en ort i Mexiko.   Den ligger i kommunen Acaxochitlán och delstaten Hidalgo, i den sydöstra delen av landet, 120 km nordost om huvudstaden Mexico City. Barrio Cuaunepantla ligger 2 330 meter över havet och antalet invånare är 748.
Terrängen runt Barrio Cuaunepantla är kuperad åt sydost, men åt nordväst är den platt. Runt Barrio Cuaunepantla är det ganska tätbefolkat, med 239 invånare per kvadratkilometer. Närmaste större samhälle är Tulancingo, 16,2 km sydväst om Barrio Cuaunepantla. I omgivningarna runt Barrio Cuaunepantla växer i huvudsak blandskog.